# 8. Internationale Sechstagefahrt

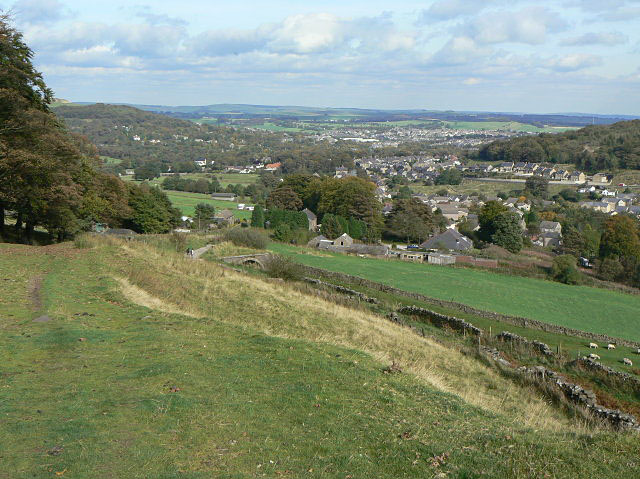
Buxton, Zentrum der 8. Internationalen Sechstagefahrt

Die 8. Internationale Sechstagefahrt war eine Motorsportveranstaltung und fand vom 16. bis 21. August 1926 im Vereinigten Königreich in Buxton (Derbyshire) statt. Erneut gewann eine britische Mannschaft die Trophy- und Silbervasenwertung.

## Wettkampf
Der britische Verband meldete zwei Mannschaften die um die Trophy-Wertung und die Silbervasen-Wertung fuhren. Außerdem wurden ein reines britisches Frauenteam (Marjorie Cottle, Edyth Foley, Louie McLean) für die Silbervasen-Wertung gemeldet. Deutschland meldete zwei Trophy- und zwei Silbervasenteams. Der niederländische Verband meldete drei Teams für die Silbervasenwertung. Insgesamt waren 114 Fahrer angemeldet, davon zehn aus den Niederlanden, acht aus Deutschland und ein Australier. Neben dem britischen Damenteam waren drei weitere Frauen als Einzelstarterinnen am Start.
Start des Wettkampfes war in Buxton. An den ersten vier Tagen wurden im Strecken im Peak District befahren. Am fünften Wettkampftag führte die Strecke bis in Richtung London um am sechsten Tag wieder eine Geschwindigkeitsprüfung in Brooklands durchzuführen. Auf befestigten Straßen waren 1282 Kilometer zurückzulegen. Außerdem waren 33 Anstiege zu befahren, bei denen es beim Anhalten Strafpunkte gab (Non-Stops).
Die britische Motorradmeisterschaft wurden ebenfalls in diesem Wettbewerb ausgefahren.

### 1. Tag
Die Strecke am ersten Tag hatte eine Länge von 256 Kilometer und führte durch den Peak District, Sheffield nach Chesterfield (Mittag). Am Nachmittag ging es zurück über Tansley, Cromford und Ashford-in-the-Water. Da es am Vortag geregnet hatte, waren die Strecken sehr schwierig. 113 Fahrer nahmen den Wettkampf auf.
Durch einen Sturz von C. Birnholz mit Bruch des Motorradrahmens platzte die deutsche B-Mannschaft schon am ersten Wettkampftag. Außerdem schieden zwei weitere Fahrer aus.

### 2. Tag
Am zweiten Tag wurde im Wesentlichen die Strecke des ersten Tages befahren, jedoch in entgegengesetzter Richtung. Die Streckenlänge betrug 256 Kilometer. Eine schwere Bergprüfung befand sich am Blackermill Hill, mit scharfen Kurven, unbefestigtem Untergrund und einer großen Steigung. Eine strafpunktenfreie Fahrt schafften nur 10 Solofahrer, vier Gespannfahrer und drei Cyclecar-Fahrer. Darunter waren auch die beiden Deutschen Rudolf Schleicher und Gustav Gubela.
Auf Grund von mehreren Speichenbrüchen musste der Niederländer F. H. van Marle aufgeben. Damit platzte die niederländische C-Mannschaft.

### 3. Tag
Am dritten Tag führt die Strecke über 236 Kilometer und führt von Buxton aus nach Westen über Wirksworth nach Ashburne und wieder zurück. Es waren unter anderem zwei Wasserdurchfahrten in der Route enthalten.
106 Fahrer nahmen bei strömenden Regen den Wettkampf wieder auf. Am Ende des Tages führt in der Silbervasenwertung das britische Frauenteam mit neun Strafpunkten vor der britischen A-Mannschaft mit 10 und der deutschen A-Mannschaft mit 11 Strafpunkten. In der Trophy-Wertung führte Großbritannien A vor Deutschland A und Großbritannien B.
Auf Grund von Einsprüchen wurde die Strafpunktwertung vom Vortag am Blackermill Hill nochmals korrigiert. Insgesamt hatten nun am Abend des dritten Tages 23 Fahrer noch keinerlei Strafpunkte. Dies waren alles britische Fahrer, darunter auch Louise Ball.

### 4. Tag
Am vierten Tag führt die 236 Kilometer lange Strecke über die gleiche Route wie am Vortag. Diesmal jedoch in entgegengesetzter Richtung. 95 Fahrer nahmen den Wettkampf an diesem Tag auf. Gustav Gubela von der gut platzierten deutschen Trophy-Mannschaft konnte jedoch auf Grund eines Unfalls am Vortag, das Rennen nicht mehr aufnehmen. Das deutsche Team war somit chancenlos.
21 Fahrer waren weiterhin ohne Strafpunkte. Es führte das britische A-Team (10 Strafpunkte), vor dem B-Team(12 Strafpunkte) und dem C-Team (16 Strafpunkte) sowie dem niederländischen A-Team (21 Strafpunkte).

### 5. Tag
Am fünften Tag erfolgte eine Überführungsetappe in die Nähe von Brooklands. Dabei war noch der schwierige Anstieg am Alms Hill zu bewältigen.

### 6. Tag
Zum Abschluss stand eine Geschwindigkeitsprüfung auf der Rennstrecke von Brooklands auf dem Plan. Beim britischen A-Team brach bei einem Fahrer ein Motorventil, so dass er aufgeben musste und das Team zurückfiel. Edyth Foley vom Damenteam erhielt noch 10 Strafpunkte. Somit musste man den zweiten Platz an die niederländische Mannschaft abgeben.

## Endergebnisse

### Trophy
| Platz | Team                                  | Strafpunkte |
| ----- | ------------------------------------- | ----------- |
| 1.    | Vereinigtes Königreich (B-Mannschaft) | 12          |
| 2.    | Vereinigtes Königreich (A-Mannschaft) | 305         |
| 3.    | Deutsches Reich (A-Mannschaft)        | 332         |
| 4.    | Deutsches Reich (B-Mannschaft)        | 900         |

### Silbervase
| Platz | Team                                  | Strafpunkte |
| ----- | ------------------------------------- | ----------- |
| 1.    | Vereinigtes Königreich (B-Mannschaft) | 12          |
| 2.    | Niederlande (A-Mannschaft)            | 21          |
| 3.    | Vereinigtes Königreich (C-Mannschaft) | 26          |
| 4.    | Vereinigtes Königreich (A-Mannschaft) | 305         |
| 5.    | Deutsches Reich (A-Mannschaft)        | 332         |
| 6.    | Niederlande (C-Mannschaft)            | 452         |
| 7.    | Niederlande (B-Mannschaft)            | 523         |
| 8.    | Deutsches Reich (B-Mannschaft)        | 900         |

Entsprechend der Regelung erhielt jeder Fahrer Strafpunkte für Stops in Non-Stop-Abschnitten, für eine zu geringe Geschwindigkeit beim abschließenden Test auf der Brooklands-Strecke und für technische Unzulänglichkeiten am Fahrzeug bei der Schlussabnahme. Eine Goldmedaille erhielt wer nicht mehr als 30 Strafpunkte erhielt, eine Silbermedaille bei nicht mehr als 60 Strafpunkten und eine Bronzemedaille bei nicht mehr als 75 Punkten. 
92 der 113 gestarteten Fahrer wurden gewertet. 76 Fahrer erhielten Gold- und acht Silbermedaillen. Eine Goldmedaille erhielten unter anderem Marjorie Cottle, Edyth Foley, Ernie Nott, Graham Walker und die Deutschen Rudolf Schleicher und Hugo Hermann Stinnes. Fritz Roth erhielt eine Silbermedaille.
Die Clubwertung gewann das A-Team von Midland Centre.